# Hamburger Hallig
Hamburger Hallig est une presqu'île allemande trouvée dans la mer du Nord. Elle est rattachée au land du Schleswig-Holstein situé au nord du pays.
De plus, cette île possède son propre restaurant le Hallig Krog.

## Géographie
Cette presqu'île a une superficie de 70 hectares environ et ne s'élève que de quelques centimètres au dessus du niveau de la mer.